# Austin Warren
Austin Warren, nome completo Edward Austin Warren Jr. (Waltham, 4 luglio 1899 – Providence, 20 agosto 1986), è stato un critico letterario statunitense.

## Biografia
Era il primogenito dei due figli di Edward Austin Warren, macellaio e consigliere comunale, e Nellie Myra Anderson Warren, casalinga. Andò a scuola a Ashburnham e a Stow, quando la famiglia si trasferì in campagna, diplomandosi alla "Nathan Hale High School". Nel suo curriculum scolastico si distinse in latino e aggiunse autonomamente anche esperanto.
Poi studiò nel Connecticut, alla Wesleyan University dal 1916, dove scoprì la letteratura attraverso le opere di Jane Austen, Emily Dickinson e Emanuel Swedenborg e si diplomò in latino e in inglese. Nel 1921 entrò alla Harvard University dove prese un master studiando con Irving Babbitt, insegnante anche di Yvor Winters e da Warren fortemente ammirato. Nell'autunno del 1922 passò alla Princeton University dove svolse il dottorato con una ricerca originale su Alexander Pope, poi pubblicata come Alexander Pope as Critic and Humanist (1929).
A soli 21 anni divenne docente all'University of Kentucky iniziando una lunga carriera accademica che lo portò a Harvard, alla University of Minnesota, a Princeton, e alla Boston University (fino al 1939), eccetto nel 1930 quando lasciò l'insegnamento per un anno di studio a Londra. Qui lavorò al British Museum, conobbe T. S. Eliot e Evelyn Underhill, e scrisse ciò che diventerà il volume Richard Crashaw: A Study in the Baroque Sensibility (1939).
Nel 1939 lasciò Boston per andare a insegnare "critica e storia della critica" alla University of Iowa. Nel 1941 sposò Eleanor Blake e quindi incontrò René Wellek, con il quale collaborò a uno dei lavori pionieristici della teoria della letteratura contemporanea: A Theory of Literature (uscito nel 1949). Intanto, nel 1946 morì la moglie. L'anno successivo divenne amico di Allen Tate per poi spostarsi dall'autunno 1948 alla University of Michigan, dove insegnò fino alla pensione (1968).
Durante i venti anni di insegnamento ad Ann Arbor sperimentò nuovi approcci alla materia e al modo di insegnarla, abbandonando gradualmente la tradizionale lezione frontale. Fu anche insegnante ospite al Kenyon College (nei corsi estivi 1948-1950), all'Indiana University (in alcuni corsi dal 1950 al 1964) e alla New York University. Nel 1949 fu premiato con il Guggenheim Fellowship.
Nel 1955 sposò in seconde nozze Antonia Degen Keese. Nel 1970 si trasferì a Providence dove visse fino al 1986 ricevendo ulteriori premi e lauree ad honorem.

## Opere principali
- Alexander Pope as Critic and Humanist (1929)
- Nathaniel Hawthorne: Representative Selections (a cura di) (1934)
- The Elder Henry James (1934)
- Richard Crashaw: A Study in the Baroque Sensibility (1939)
- Literary Scholarship: Its Aims and Methods (con Norman Foerster, J. C. McGalliard, René Wellek e W. L. Schramm) (1941)
- Rage for Order: Essays in Criticism (1948)
- A Theory of Literature (con René Wellek) (1949), trad. Pier Luigi Contessi, Teoria della letteratura, Il Mulino, Bologna 1956; n. ed. a cura di Luciano Bottoni, ivi 1981 e successive ISBN 88-15-06696-9
- New England Saints (1956)
- The New England Conscience (1966)
- They Will Remain: Poems by Susan Pendleton (a cura di) (1966)
- Connections (1970)
- Teacher and Critic: Essays by and about Austin Warren (a cura di Myron Simon e Harvey Gross) (1976)
- Becoming What One Is, 1899-1936 (1995)
- In Continuity: The Last Essays of Austin Warren (a cura di George A. Panichas) (1996)